# Daggig ginstmätare
Daggig ginstmätare (Pseudoterpna pruinata) är en fjärilsart som beskrevs av Hüfnagel 1767. Daggig ginstmätare ingår i släktet Pseudoterpna och familjen mätare. Enligt den svenska rödlistan är arten akut hotad i Sverige. Arten förekommer i Götaland. Artens livsmiljö är jordbrukslandskap, stadsmiljö. Inga underarter finns listade i Catalogue of Life.

## Bildgalleri

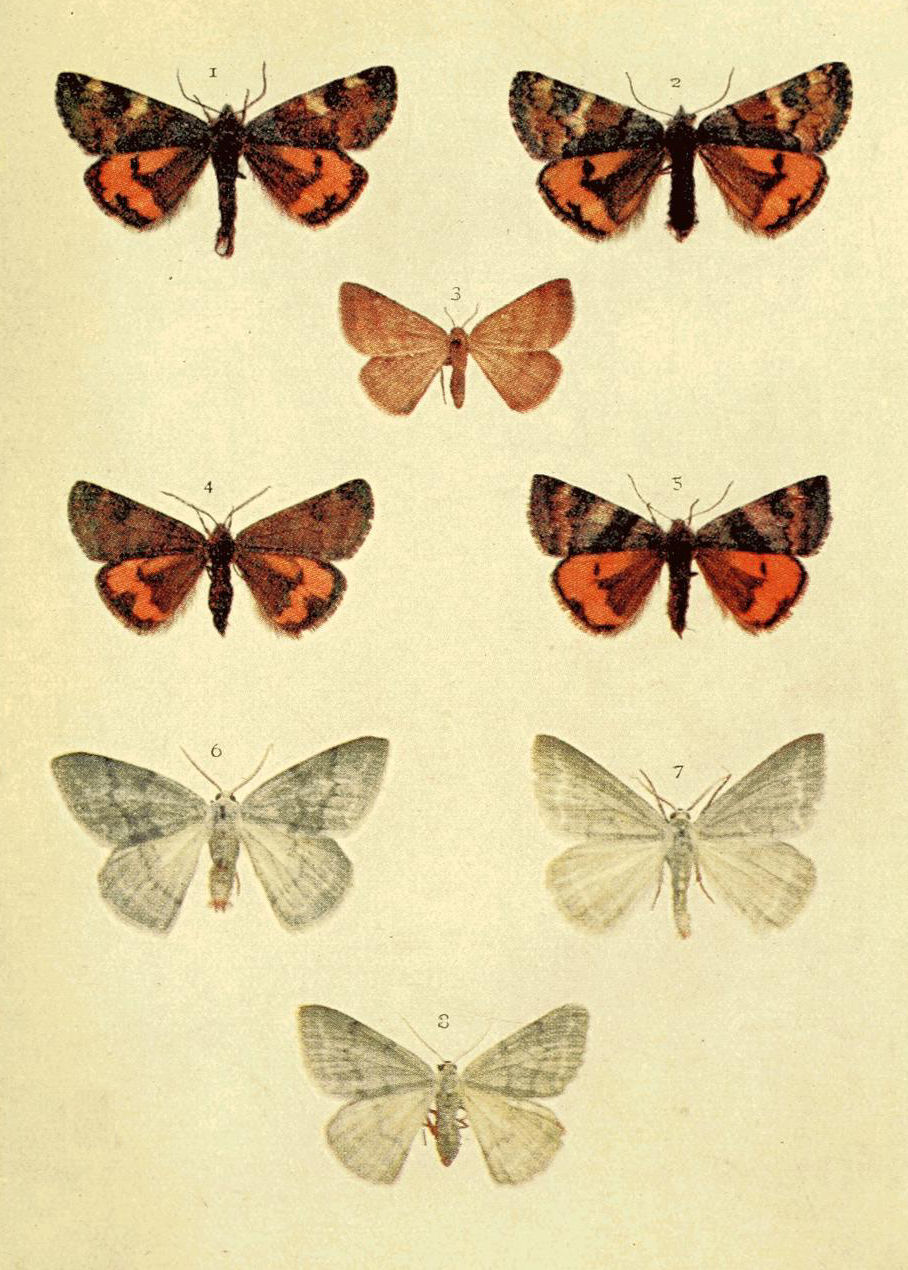
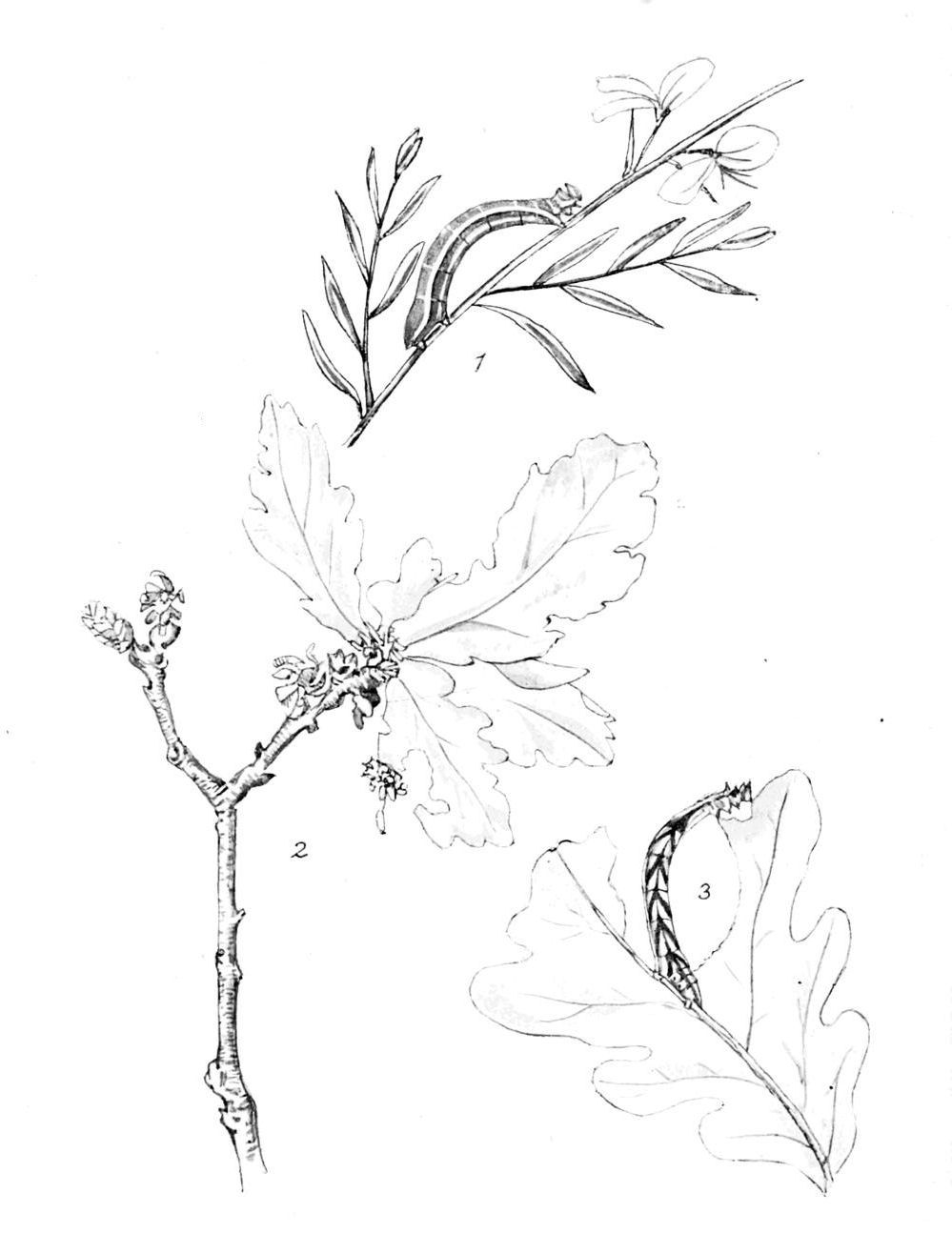
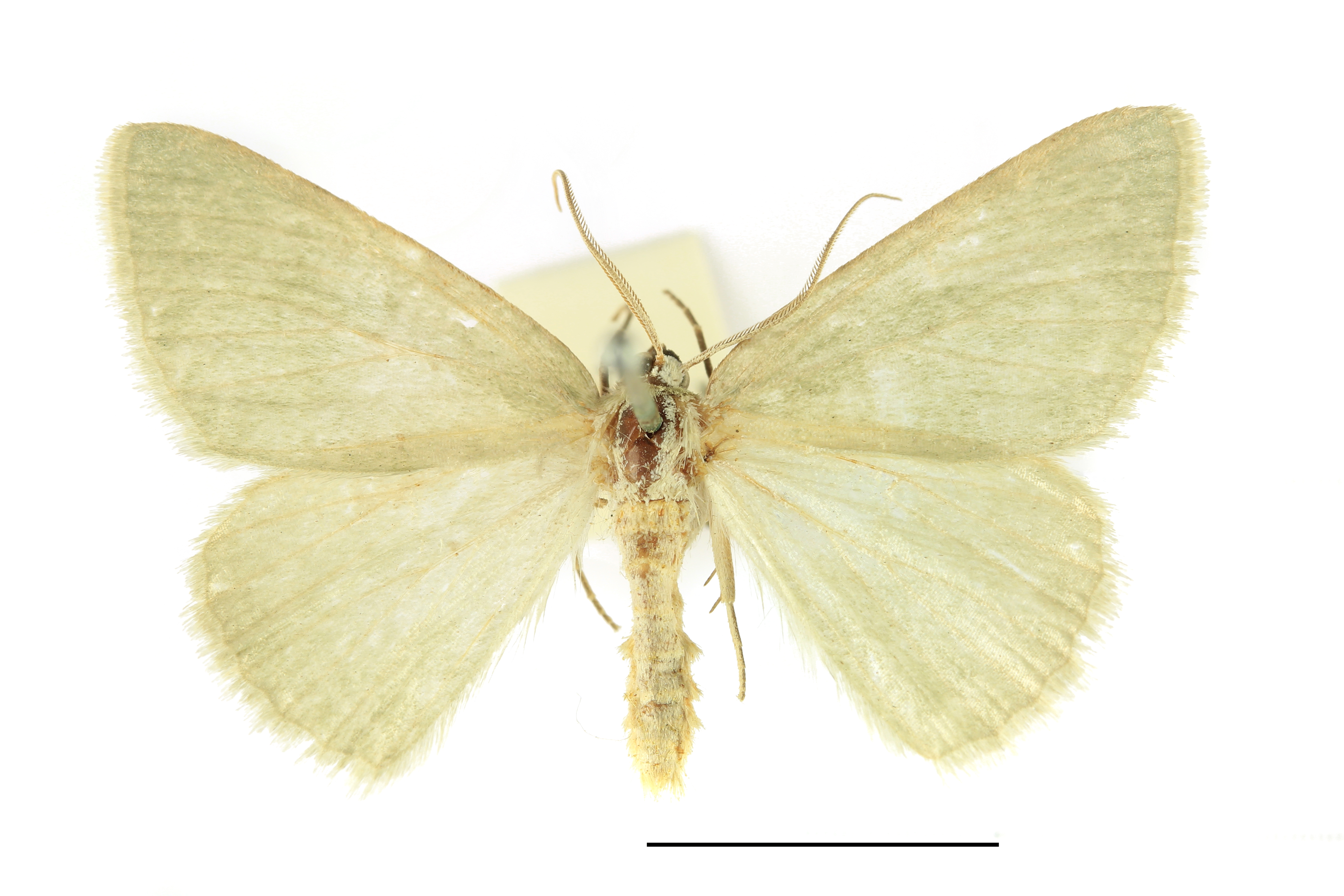
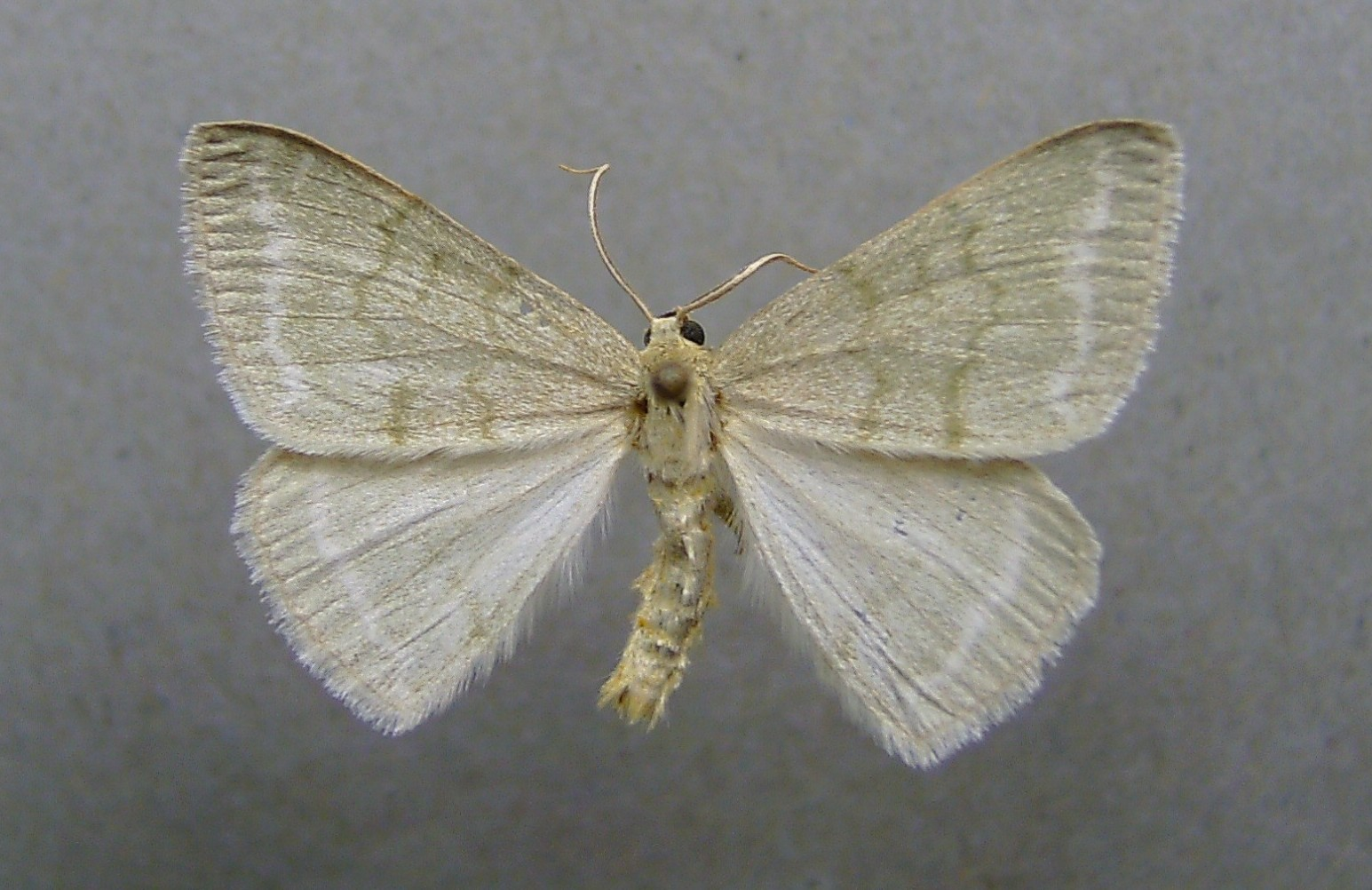
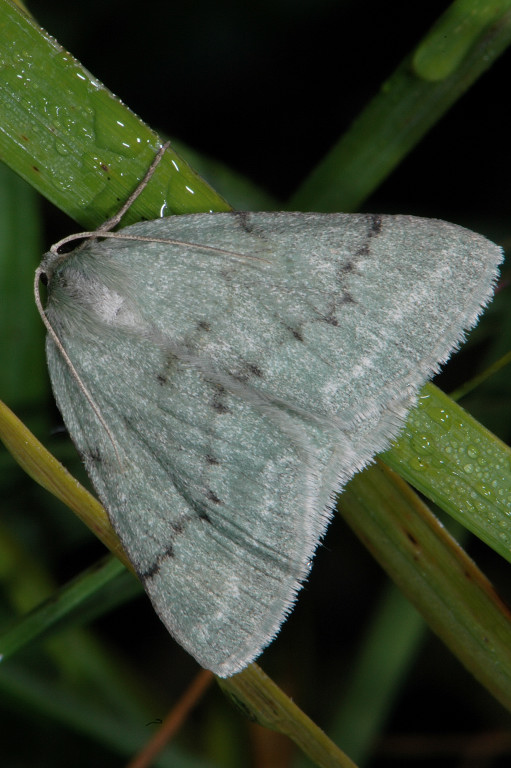